# Социальная дистанция
Данный термин был введен известным социологом Георгом Зиммелем. Социальная дистанция является неким понятием, которое характеризует положение социальных групп и индивидов в социальном пространстве, их соотношение, то есть уровень их близости или отдаленности, отчужденности друг от друга, степень их взаимосвязанности.
Основная значимость социальной дистанции заключена в её связи с социальным статусом: социальная дистанция какого-либо субъекта возникает как необходимое условие поддержания его социального положения, статуса. Дистанцируясь от других субъектов и поддерживая эту дистанцию, он устанавливает и сохраняет своё положение относительно них. Причем, как отмечает Э. С. Богардус, автор книги «Социальная дистанция в городе», на всем протяжении своего существования данный субъект всеми силами борется, чтобы удержать своё положение, а также чтобы улучшить его.
Социальная дистанция устанавливается институционально, она может быть регламентирована законом, обычаем, традицией, некими социальными установками и многими другими средствами социального контроля. Нарушение социальной дистанции может санкционироваться как формальными, так и неформальными способами.
Объективно социальная дистанция отражает реальные различия — экономические, политические, этнические, национальные, многие другие — между группами, членами которых считают себя индивиды. Таким образом, социальная дистанция служит неким «каркасом», базисом структуры общества, именно на её основе упорядочивается система социальных статусов и образуются социальные лестницы.

## Процесс формирования социальной дистанции
Каждый человек в своем сознании классифицирует окружающих его индивидов по различным критериям, таким образом вычленяя из общества группы, то есть разбивая социум на части. При этом индивид, опираясь на общепринятые установки, располагает эти части в иерархическом порядке, не забывая определить в нём и своё место. Этот процесс происходит в сознании у каждого индивида.
Так, из совокупности единичных представлений индивидов все общество формирует социальную лестницу. Представление о ней поддерживается всеми индивидами по отдельности.
В нынешнее время одним из таких ведущих критериев стала профессия индивида, так как она чрезвычайно сильно влияет на его социальный статус. Ведь именно профессия определяет уровень его доходов, количество и характер привилегий, и т. п. В обществе по-разному относятся к представителям разных профессий. Это происходит отчасти потому, что профессия оказывает очень большое влияние на личность индивида: его характер, его стиль жизни по большей части определяются профессией, хотя и характер, и стиль жизни, как раз, могут повлиять на выбор этой самой профессии (здесь прослеживается двусторонняя взаимосвязь)
Не менее важен в современном мире критерий национальности индивида, он закреплен в нормативно-правовой форме, а также весьма сильно поддерживается посредством стереотипов, частично основанных на социальных предрассудках. Многочисленные исследования в США доказали, что, несмотря на всю политику толерантности, работодатели, обязанные относиться ко всем кандидатам беспристрастно, берут представителей других национальностей весьма неохотно — данный факт может служить подтверждением значимости национальности индивида (группы индивидов) в определении его социального статуса. Здесь идёт речь о том, что эти самые кандидаты также являются для американского общества потенциальными кандидатами на вторжение и разрушение сложившейся социальной дистанции, нарушение неких принципов построения существующей социальной лестницы.
Из всего множества показателей по различным критериям и синтезируется позиция социального субъекта, его социальный статус.
Весьма примечательно то, что социальная дистанция оказывается более первичной при формировании у индивида отношения даже к незнакомым ему людям: в социальной структуре, которая находится в его сознании, отведено место практически всем наборам социальных статусов, которые ему известны. Стереться эта дистанция может лишь в нескольких случаях, например, при наличии тесного психологического эмоционального контакта между индивидами (группами).